# Doraemon (personnage)
Doraemon (ドラえもん) est un personnage fictif qui apparaît dans le manga Doraemon de Fujiko F. Fujio. Il est le héros du manga ; c'est un chat-robot bleu, sans oreille. Né le 3 septembre 2112, il est venu du futur pour aider Nobita (のび太), un élève du primaire qui n'est pas doué pour étudier et faire de l'exercice.
Il a sur son ventre une poche à « quatre dimensions » d'où il peut sortir toute une variété d'outils utiles. Il n'est pas doué pour attraper les souris, et aime tout particulièrement le dorayaki.

## Conception et création
Doraemon est conçu à l'origine par Hiroshi Fujimoto à la suite d'une série de trois événements. Tout d'abord, alors qu'il cherchait des idées pour un nouveau manga, il souhaitait qu'il existe une machine qui trouverait des idées à sa place. Deuxièmement, il a trébuché sur le jouet de sa fille. Troisièmement, il a entendu des chats se battre dans son quartier.
Le nom « Doraemon » peut se traduire approximativement par « errant ». Fait inhabituel, le nom « Doraemon » (ドラえもん) est écrit dans un mélange de deux écritures japonaises : Katakana (ドラ) et Hiragana (えもん). « Dora » est dérivé de dora neko (どら猫, chat errant), et est une corruption de nora (« errant »), tandis que « -emon » (en kanji : 衛門) est un suffixe démodé pour les noms masculins (par exemple, comme dans Ishikawa Goemon).

## Caractéristiques
Doraemon est un chat-robot bleu de corpulence plutôt imposante. L'apparence physique de Doraemon change au fil du manga. Au début, il est principalement de la couleur bleue, avec une queue bleue, un ventre blanc, et des mains et des pieds de couleur chair. Il est également voûté et son corps est beaucoup plus grand que sa tête. Dans les numéros suivants, il arbore un corps plus petit, des mains et des pieds blancs, ainsi qu'une queue rouge - l'apparence qui lui est la plus familière depuis.
Un running gag met en scène l'amitié et l'engouement non réciproque de Doraemon pour Mii-chan, un vrai chat traînant dans le quartier ; il néglige parfois ses devoirs pour poursuivre Mii-chan, mais pas assez souvent pour que cela nuise à sa réputation. Un autre épisode montre Doraemon en colère lorsqu'il est pris pour un chien viverrin à cause de ses oreilles manquantes. En tant que robot, Doraemon peut être programmé pour accomplir une tâche en appuyant sur un bouton situé sur son nez, et peut même s'éteindre si on lui tire la queue. Dans quelques épisodes, Doraemon est montré comme étant en danger de se reposer à l'usine, ou au bord de la rupture.

## Dans d'autres médias
L'acteur français Jean Reno interprète Doraemon dans plusieurs publicités télévisées en prise de vue réelle entre 2011 et 2016. Les publicités sont créées par Toyota et dépeignent les personnages de la série deux décennies après qu'ils aient « grandi ».
Doraemon apparait à la vitrine vidéo de Tokyo lors de la cérémonie de clôture des Jeux olympiques d'été de 2016 sous la forme d'un anime avec ses collègues Nobita, Shizuka, Gian, Suneo et d'autres personnages japonais célèbres tels que Capitaine Tsubasa, Pac-Man et Hello Kitty. Il apparaît ensuite dans la vidéo où il aide le premier ministre Shinzō Abe (déguisé en Mario) à planter un Warp Pipe de Shibuya Crossing jusqu'au stade Maracanã,.